# Cee (parroquia)
Cee (llamada oficialmente Santa María de Cee) es una parroquia y una villa española del municipio de Cee, en la provincia de La Coruña, Galicia.

## Otras denominaciones
La parroquia también es conocida por el nombre de Santa María da Xunqueira de Cee.

## Entidades de población
Entidades de población que forman parte de la parroquia:
- Cee
- El Son (O Son)
- Escabanas (As Escabanas)
- Granja (A Granxa)
- Jallas (Xallas)
- Lagarteira
- Pallarés
- Raíces de Abajo (Raíces de Abaixo)
- Raíces de Arriba

## Demografía

### Municipio
| Gráfica de evolución demográfica de Cee (municipio) entre 2000 y 2019 |
|                                                                       |
| Datos según el nomenclátor publicado por el INE.                      |

### Villa
| Gráfica de evolución demográfica de Cee (villa) entre 2000 y 2019 |
|                                                                   |
| Datos según el nomenclátor publicado por el INE.                  |